# Whipped Cream & Other Delights
Whipped Cream & Other Delights (рус. «Сбитые сливки и другие удовольствия») — четвёртый студийный альбом американского трубача Герба Алперта и его оркестра en:The Tijuana Brass, вышедший в 1965 году на лейбле A&M Records. Диск считается одним из самых лучших альбомов в творчестве Алперта, он же утвердил его успех в Америке. Пластинка занимала 1-е место в течение 8 недель в американском хит-параде, проведя более года в верхней десятке хит-парада «Биллборда».

## Об альбоме
Толчком к записи альбома послужил успех сингла «The Third Man THeme / A Taste Of Honey», оборотная сторона которого приобрела популярность большую, чем заглавная сторона сингла (в 1965 году Алперт получил «Грэмми» за «A Taste Of Honey»). По предложению Джерри Мосса, совладельца A&M Records, было решено продолжить пищевую тематику и так была рождена концепция альбома «Whipped Cream & Other Delights», все композиции которого связаны с образами продуктов питания.

## Обложка
Обложка альбома оформлена дизайнерской фирмой Peter Whorf Graphics. На лицевой стороне — фотография американской модели Долорес Эриксон. Дизайн альбома и название не раз становились объектами для пародии (напр., мини-альбом Soul Asylum «Clam Dip & Other Delights» 1988 года).

## Список композиций
1. «A Taste of Honey» — 2:43
2. «Green Peppers» — 1:31
3. «Tangerine» — 2:46
4. «Bittersweet Samba» — 1:46
5. «Lemon Tree» — 2:23
6. «Whipped Cream» — 2:33
7. «Love Potion No. 9» — 3:02
8. «El Garbanzo» — 2:13
9. «Ladyfingers» — 2:43
10. «Butterball» — 2:12
11. «Peanuts» — 2:09
12. «Lollipops And Roses» — 2:27

## Альбомные синглы
- Whipped Cream (февраль 1965)
- Lollipops And Roses (август 1965)